# Jan de Rooy
Jan de Rooy (ur. 19 lutego 1943 w Eindhoven, zm. 30 stycznia 2024 w Middelbeers) – holenderski przedsiębiorca i kierowca rajdowy. Prowadził przedsiębiorstwo transportowe G.M. De Rooy & Zonen w Son z oddziałami we Francji, Hiszpanii, Włoszech, Wielkiej Brytanii, Belgii oraz Polsce. Startował w rajdzie Dakar. W 1987 wygrał go ciężarówką DAF Turbo Twin II.